# Војна установа Моровић
Војна установа Моровић је туристички и ловни комплекс који заједно са погоном Карађорђево чини јединствену организациону целину. ВУ Моровић се налази у близини насељеног места Моровић, на крајњем југозападу Војводине, на граници са Хрватском.

### Туризам
Туристичка понуда у Моровићу се реализује у вилама „Срна” и „Кошута”, пет бунгалова и летњиковцу. Вила „Срна” је резиденцијални објекат грађен за бившег председника Тита, са билијар салом, два луксузна апартмана и две двокреветне собе, великом салом са камином, кухињом и трпезаријом. Сала, капацитета до 100 места, погодна је за одржавање семинара, пословних састанака и конференција. Амбијент је оплемењен вредним ловачким трофејима из богатог моровићког ловишта. У ресторану виле „Кошутa” поред домаће кухиње служе се ловачки специјалитети. Ресторан, чији шанк краси препарирани тигар, поклон пријатеља и задовољног госта, има 90 седећих места и отворену терасу. Бунгалови,  аутентичних назива „Лане”, „Софора”, „Магнолија”, „Дафина” и „Липа” изграђени су у ловачком стилу са две спаваће собе, дневним боравком, мини кухињом са трпезаријом, купатилом и терасом.
ВУ Моровић поседује и одржава зелене површине на којима су постављени голови за велики и мали фудбал. Компклекс окружују стазе које су погодне за разне видове рекреације.
Традиционално, у оквиру комплекса Војне установе Моровић, организује се првомајски уранак као и друге локалне манифестације.

### Лов и риболов
Војна установа Моровић је некада газдовала ловиштем површине 2.850ha. Данас је ловиште дато на газдовање војној установи Моровић смањено на нешто више од 300ha. Иако је површина ловишта смањена, организација лова се успешно спроводи, а лов је могућ на дивљач као што су дивље свиње и јелени лопатари.
Комплекс којим установа данас газдује одувек је било омиљено ловиште повлашћених. Ловиште је 1948. године преузела тадашња Југословенска народна армија из сасвим невојних разлога и тада су и први објекти саграђени. У почетку је било затвореног типа, да би временом отворило капије ловцима туристима. До 1990. године, ловиште се простирало на 30.000ha, од чега 23.000ha у Србији и 7.000ha у Хрватској. Од објеката су, током година, поред вила у ловачком стилу, пет бунгалова за госте изграђене и четири ловачке куће на обали Саве: Лисник, Домускела, Добриња и Звездан Град.
Са својим ширим окружењем, поседује огроман потенцијал у риболовном туризму, јер поред две реке – Студве и Босута, идеалних за спортски риболов постоји више канала, бара и два рибњака који су окружени шумом. Ту је и канал Брек, површине 142ha, као идеално место за излетнике. Риболов на каналу Брек није дозвољен.

## Погон Карађорђево
У склопу Војне установе послује и погон „Карађорђево” које се налази у Бачкој, у близини насељених места Карађорђево, Младеново и Бач.
Карађорђево потенционалним туристима нуди веома атрактиван туристички програм, почев од лова и риболова, фото сафариа, преко јахања па све до вожње фијакером и саоницама кроз ловиште и чамцем кроз прелепе рукавце Дунава. Све ово на изузетан начин употпуњују смештајно-угоститељски објекти: ловачка кућа „Дијана”, ресторан са бунгаловима „Врањак” и ресторан „Карађорђево”.

### Специјални резерват природе „Карађорђево”
У склопу угоститељско туристичке побуде налазе се и специјални резерват природе „Карађорђево” који обухвата 4.184,24ha. Режим заштите првог степена успостављен је на 130,48ha, другог степена на 1649,52ha, док се у режиму заштите трећег степена налази 2404,24ha.

### Лов и риболов
Ловиште „Карађорђево” формирано је од стране Министарства шумарства ФНРЈ број 312/48 као државно ловиште опште државног значаја. Налази се у југозападном делу Бачке на територији општина Бач и Бачка Паланка. Површину ловишта чине две одвојене целине:
- Букински рит које је типичан ритско-шумски комплекс површине 1.317ha, који се простире на алувијалној равни леве обале Дунава. Представља сложен мозаик различитих екосистема барских, мочварних ливадских и шумских.
- Мостонга сачињавају целине Врањак и Гувниште - шумски комплекси површине 1.638ha, који су раздвојени речицом Мостонгом. Шумске целине Врањак и Гувниште пружају оптималне услове за живот бројној аутохтоној (дивља свиња) и алохтоној дивљачи (јелен

лопатар, муфлон, вирџинијски јелен) доброг трофејног квалитета и ограђене су као ловиште високе дивљачи.

### Ергела „Карађорђево”
Ергела „Карађорђево” је посебан детаљ понуде. Својим парком и великим бројем коња липицанерске расе, нонијус расе и енглеске пунокрвне расе, као и симпатичним понијима пружају могућност јахања, обиласка музеја ергеле и омогућују деци да уживају у сигурном окружењу препуном зеленила.